# Славенцин (Іновроцлавський повіт)
Славенцин (пол. Sławęcin, нім. Ruppertsfeld) — село в Польщі, у гміні Іновроцлав Іновроцлавського повіту Куявсько-Поморського воєводства.
Населення — 124 особи (2011).
У 1975-1998 роках село належало до Бидгощського воєводства.

## Демографія
Демографічна структура станом на 31 березня 2011 року:
|          | Загалом | Допрацездатний вік | Працездатний вік | Постпрацездатний вік |
| -------- | ------- | ------------------ | ---------------- | -------------------- |
| Чоловіки | 65      | 8                  | 49               | 8                    |
| Жінки    | 59      | 8                  | 37               | 14                   |
| Разом    | 124     | 16                 | 86               | 22                   |